# Абильпеисов, Турлубек Абильпеисович
Турлубек Абильпеисов (Абельпеисов) — комбайнёр Комсактинской МТС Кокчетавской (Кокшетауской) области Казахской ССР, Герой Социалистического Труда (1957).

## Биография
Родился в ауле Жумысши Кокчетавского уезда Акмолинской губернии (ныне — Айыртауский район Северо-Казахстанской области Казахстана).
Окончил школу механизаторов в Котырколе (1943). После — водитель комбайна МТС Камысакты, с 1959 года — бригадир тракторно-полеводческой бригады совхоза «Лавровский». С 1254 га земли во время сбора урожая собрал 14459 ц зерновой продукции.
Указом Президиума Верховного Совета СССР от 11 января 1957 года за особо выдающиеся успехи, достигнутые в работе по освоению целинных и залежных земель, и получение высокого урожая Турлубеку Абельпеисову присвоено звание Героя Социалистического Труда со вручением ордена Ленина и золотой медали «Серп и Молот».
С 1991 года — на пенсии, проживал в городе Кокшетау.
Умер 27 ноября 2017 года.

## Награды
- Герой Социалистического Труда (11.01.1957)
- Орден Ленина (11.01.1957)
- Лауреат Государственной премии СССР (1988)
- Орден «Знак Почёта»
- Орден Трудового Красного Знамени
- Орден Октябрьской Революции